# Senna domingensis
Senna domingensis  es una especie de fanerógama de la familia Fabaceae. 
Está amenazada por pérdida de hábitat, es endémica de Cuba y La Española.